# مدل بیومدیکال
مدل بیومدیکال یا مدل زیست‌پزشکی (انگلیسی: Biomedical model)، در پزشکی از اوسط قرن نوزدهم به عنوان مدل اکثر پزشکان برای تشخیص بیماری‌ها مورد استفاده قرار گرفته‌است. این مدل دارای چهار عنصر اصلی است.
بر اساس مدل بیومدیکال، سلامتی به منزله فارغ بودن از بیماری، درد یا نقص است؛ بنابراین یک انسان عادی در شرایط سلامتی کامل مدل می‌شود. مدل‌ها بر روی فرایندهای فیزیکی تمرکز دارند، به عنوان مثال آسیب شناسی، بیوشیمی و فیزیولوژی یک بیماری، و کاری با نقش عوامل اجتماعی و ذهنیت فردی ندارند. برخلاف مدل‌های روان‌شناسی زیستی، مدل بیومدیکال تشخیصی را که به واسطه صحبت بین دکتر و بیمار است را در نظر نمی‌گیرد. (که در درمان بیمار تأثیر خواهد گذاشت)
مدل بیومدیکال سلامت بر عوامل صرفاً بیولوژیکی تمرکز دارد، و از تأثیر روانی و زیست‌محیطی و اجتماعی پرهیز می‌کند. این به عنوان یک هدایتگر برای راه نوینی است که سبب می‌شود تا متخصصان مراقبت‌های بهداشتی برای تشخیص و درمان بیماری در اکثر کشورهای غربی آن را در نظر بگیرند.